# 豐收節 (馬來西亞)
豐收節是一個馬來西亞卡達山族的傳統節日，該節日於每年5月舉行，並於5月30日和31日進行為期兩天的大豐收活動。此外，這兩天也是沙巴州和纳闽联邦直辖区的公共假期，也是被政府公認的宗教與社會活動。
沙巴原住民族（Kadazan-Dusun Murut Rungus Lundayeh，KDMR）在每年5月開始收割稻米，整个月份在不同部落都有慶祝和祭祀活動，並於5月末由一位稱為「bobohizan」的女祭司擇日進行大祭，卡達山族會慶祝該節日，以慶祝稻米豐收和對造物主（Kinoingan）的感謝。

## 慶祝活動
豐收節期間，來自不同部落的少女會參加「Unduk Ngadau」選美比賽，這項活動在兵南邦舉行，並以選出新加冕優勝者結束整個月份的豐收節。除此之外，還有「Sumazau」舞蹈表演、「Sugandoi」歌唱比賽、「Mr. Kaamatan」健美比賽及其他藝術表演，擊鑼、民俗體育等比賽都是這個節日的重頭戲之一。